# ジョン・ロビンソン (DJ)
ジョン・ロビンソン（John Robinson、男性、1964年12月27日 - ）は、北アイルランド出身のディスクジョッキー（DJ）、ミュージシャン、音楽プロデューサーである。1990年代前半の日本で成功し、これまで発売された7枚のソロ・アルバム は、合計で200万枚以上を売り上げている。

## 人物

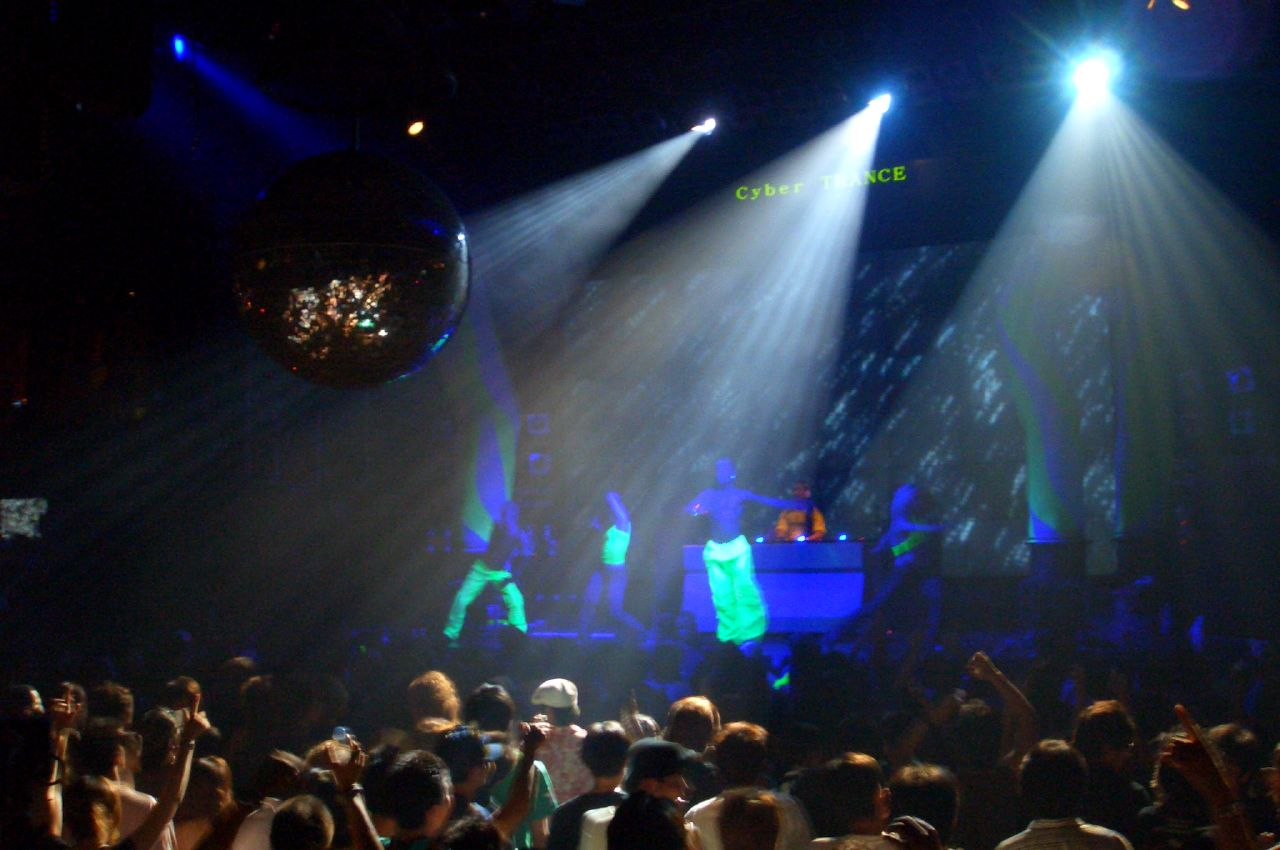
東京・ヴェルファーレ（イメージ）

アイルランド人、コーカソイド、身長189cm。英語の他に日本語も話す。
1990年代初頭から東京を拠点とした活動を始め、ハウスやテクノ、トランス等を扱うクラブDJとして活動。その後は、東アジアを中心とする地域で活動の場を広げ、ヨーロッパの有名DJとの共演もある。

### 経歴
1991年（平成3年）に開業した大規模ディスコ 『ジュリアナ東京』（東京・芝浦）ではメインDJを務め、同店名を冠したコンピレーション・アルバム（avex trax）にも出演。プレイ中に店名を独特の中音の声で叫ぶ様子が特徴であった。この当時のハイパーテクノを中心とした音楽活動が、自身制作の『TOKYO,GO!』という作品として結実した。1994年（平成6年）8月31日に同店が閉店すると、同年末に開店した同じく大規模ディスコ『ヴェルファーレ』（東京・六本木）のDJとなり、同店の運営にも参加するようになった。
2000年頃になると自身の活動内容がポップ・ミュージックや音楽ビジネス、ショービズまでに分散してしまったことを反省、原点であるクラブDJとしての活動へ回帰・集中することを試みるようになった。その後は、中華人民共和国やインドネシア・バリ島、オーストラリアなどを含むアジア - オセアニアの各所における様々な音楽イベントに参加、2007年（平成19年）には、バラエティ番組 『SMAP×SMAP』へ出演。
2010年6月現在、ロンドンおよびサウス・イースト・イングランドを生活の拠点のひとつとしている。
レッドブル・クラッシュドアイス横浜2018ではスポーツMCAleeと共にMCを務める。

## ディスコグラフィー

### シングル
- トゥー・ビー・フリー　(1993/2/5)
- ジェラシー　(1993/06/21)
- アイ・ガッタ・ムーヴ　(1993/11/21)
- トーキョー・ゴー!　(1994/3/21)
- ギヴ・イット・トゥ・ミー (ダンロップタイヤ・「フォーミュラRSV/W-1スペックＲ」CMソング)/エヴリバディ　(1995/4/10)
- ジャワ・ジャングル (大塚ベバレジ シンビーノ・ジャワティストレートCMソング)　(1995/4/21)
- ジェラシー’96　(1995/11/22)
- ビー・マイ・ベイビー!　(1996/8/21)
- Kecak(beatmaniaIIDX IIDX RED収録曲)(2004年) - 同ゲームには「beatmaniaIIDX 14 GOLD」に『Come On』(2007年)が収録されている。

### アルバム
- フロム・ジュリアナTOKYO　(1993/2/5)
- ボーン・トゥ・レイヴ　(1993/11/21)
- プラネット・レイヴ　(1994/4/21)
- サヴァイヴァー　 (1995/5/10)

「ギヴ・イット・トゥ・ミー」ダンロップタイヤ・「フォーミュラRSV/W-1スペックＲ」 CMソング　
「ジャワ・ジャングル」大塚ベバレジ・シンビーノ・ジャワティストレートCMソング
「アプティーパ (ジャングル ラティーナ)」・日本IBM「Aptiva」CMソング
- ザ・ベスト・オブ・ジョン・ロビンソン (1996/2/21)
- ジョン(1996/9/25)
- セヴン (1997/10/22)

「エヴリシング・ゴナ・ビー・オーライト」DJウォーズ(スパイク・セガサターン用ゲームソフト) オープニング曲

### 参加作品
- 「ザ・リミキシーズ」 - 日本の音楽グループEvery Little Thingのリミックスアルバム。「Dear My Friend」をリミックスした。